# Comancheria (pel·lícula)
Comancheria (títol original en anglès: Hell or High Water) és una pel·lícula estatunidenca de thriller dirigida per David Mackenzie, estrenat l'any 2016. Ha estat doblada i subtitulada al català.
El film va ser projectat a la 69a edició del festival de Canes a la selecció «Una certa mirada» el maig de 2016. Barrejant els gèneres del western, del thriller i del film de caça, conta la història de dos germans procedents de Texas interpretats per Ben Foster i Chris Pine, que cometen una sèrie d'atracaments per salvar la seva família de la fallida. Dos Texas Rangers desenganyats (Jeff Bridges i Gil Birmingham) es llancen a la seva recerca.
El títol original fa referència a una clàusula inscrita en alguns contractes de préstec, que marca la necessitat pel prestatari de procedir al reintegrament, siguin quines siguin les dificultats que es pugui trobar. El terme ve d'una expressió familiar als Estats Units que indica que alguna cosa s'ha de complir «come Hell or high water», encara que arribi l'infern, o el diluvi.

## Argument
Després de la mort de la seva mare, Toby i Tanner Howard han d'evitar l'embargament de la seva propietat familiar. Decideixen llavors de cometre una sèrie d'atracaments, apuntant únicament a les agències d'una mateixa banca: la que han de tornar els diners.
Marcus Hamilton, un rànger de Texas a punt de jubilar-se, es llança a la seva persecució amb el seu adjunt.

## Repartiment
- Jeff Bridges: Marcus Hamilton
- Chris Pine: Toby Howard
- Ben Foster: Tanner Howard
- Gil Birmingham: Alberto Parker
- Christopher W. Garcia: Randy
- Marí Ireland: Debbie
- Katy Mixon: Jenny Ann
- Margaret Bowman: la criada de T-Bone
- Kevin Rankin: Billy Rayburn
- Dale Dickey: Elsie
- Melanie Papalia: Emily
- Amber Midthunder: Natalie Martinez
- Buck Taylor: el vell
- Taylor Sheridan: un cowboy

## Producció

### Gènesi i desenvolupament
El guió va ser escrit per Taylor Sheridan, conegut pel seu personatge de David Hale a la sèrie Sons of Anarchy. D'altra banda, va signar el guió del film Sicario de Denis Villeneuve, estrenat l'any 2015. Taylor Sheridan veu Sicario i Comancheria com els dos primers lliuraments d'una mena de trilogia sobre el nou Oest americà.

El film va trigar en ser desenvolupat. El guió és així classificat com el millor script a la «Black List» 2012, que recull els millors guions a l'espera de producció. Els drets són després adquirits per Sidney Kimmel Entertainment i Film 44, la societat de Peter Berg. Els productors decideixen confiar la posada en escena al britànic David Mackenzie després d'haver vist el seu film Starred Up, 2014. El director explica el que ha apreciat:
| « | « el que m'ha interessat d'aquest projecte, és que posa en escena el que anomena la “criminalitat redemptora”, dit d'una altra manera, personatges honests que transgredeixen la llei per raons legítimes. És també un rar creuament entre el western, la comèdia, el film d'atracaments i la road movie.». | » |

El film és en principi desenvolupat sota el títol Comancheria, paraula que designa la regió habitada pels comanxes abans de 1860. Engloba avui l'Estat de Nou Mèxic, l'oest de Texas i alguns altres territoris. És una regió on es creuen Indis, llatins i texans i on regna la pobresa i una criminalitat lligada a la droga. En Cinemacon 2016 a Las Vegas, un cartell del film revela que el títol original és aleshores Hell or High Water.

### Rodatge
El rodatge ha tingut lloc a Nou Mèxic (Clovis, Portales, Tucumcari, Albuquerque).
El director David Mackenzie i el seu director de fotografia Giles Nuttgens han apostat per una posada en escena minimalista, que fa valdre els actors i la llum natural de Nou Mèxic. Han estat utilitzades algunes càmeres digitals d'alta precisió així com el format CinemaScope, per donar un estil visual contemporani. D'altra banda, David Mackenzie ha volgut reduir al màxim el material de rodatge. Per exemple, no s'ha fet servir cap clap.

## Rebuda
El film ha rebut un molt bona acollida de la crítica. El Chicago Sun-Times escriu que tant les grans com les petites línies, Hell or High Water és un film tan magnífic, dur, elegíac i intel·ligent que he volgut tornar-la a veure quan s'ha acabat. The Guardian qualifica el film de cínic, afegint que és un 
| « | film trencador d'ànima satírica que recorda Brecht sobre el fet que robar un banc és una pèrdua de temps si es compara amb ser-ne propietari. | » |

Els bancs, i els inversors de Wall Street en general, són, d'altra banda, els enemics invisibles d'aquest «post-western antifinancer», segons Slate.fr: 
| « | els bancs estan fent als ocupants blancs d'aquestes [ciutats desertitzades] el que els avant-passats d'aquests mateixos ocupants van fer 200 anys abans als amerindis. | » |

Le Monde completa saludant la realització: 
| « | Comancheria, dirigida per un escocès, David Mackenzie, viu aquest espai on els pioners del Texas independent van lliurar una guerra sense treva amb els comanxes, o els cow-boys que empenyien ramats de bovins després d'haver exterminat els bisons, on els derricks han eclosionat a través de les pastures, on els cartels mexicans han traçat les carreteres comercials que han fet la seva fortuna. […] El terreny és fèrtil, i el film de Mackenzie s'hi va obrir, enèrgic, violent, sentimental, espectacular… | » |

Tots els crítics estan igualment d'acord en la qualitat del guió de Taylor Sheridan, de la fotografia de Giles Nuttgens i de la interpretació dels actors, així com de la banda original composta per Nick Cave i Warren Ellis.
The New Yorker lamenta, no obstant això, que: 
| « | l'acció sigui tan esquemàtica i artificial com un joc d'escacs i els personatges tinguin tanta identitat com les seves obres. | » |